# Кукша-Мокса
Кукша-Мокса или Кукшимукса — река в России, протекает по территории Сегежского и Беломорского районов Карелии. Впадает в Пулозеро. Длина реки — 23 км.

## Данные водного реестра
По данным государственного водного реестра России относится к Баренцево-Беломорскому бассейновому округу, водохозяйственный участок реки — реки бассейна Онежской губы от южной границы бассейна реки Кемь до западной границы бассейна реки Унежма, без реки Нижний Выг. Речной бассейн реки — бассейны рек Кольского полуострова и Карелии, впадает в Белое море.